# Delfim Gomes
Delfim Jorge Esteves Gomes (ur. 1 stycznia 1962 w Bragança) – portugalski duchowny rzymskokatolicki, biskup pomocniczy Bragi od 2022.

## Życiorys
Święcenia kapłańskie otrzymał 3 września 1989 i został inkardynowany do diecezji Bragança-Miranda. Był m.in. wicerektorem seminarium, wikariuszem biskupim ds. duchowieństwa, a także dyrektorem diecezjalnego sekretariatu ds. edukacji moralnej.
7 października 2022 papież Franciszek mianował go biskupem pomocniczym Bragi, ze stolicą tytularną Dumium. Sakry udzielił mu 4 grudnia 2022 arcybiskup José Cordeiro.